# Тузов Анатолій Павлович
Анато́лій Па́влович Ту́зов (23 грудня 1938 — 15 січня 2013) — видатний український правознавець, доктор юридичних наук, професор, заслужений юрист України. Його багаторічна наукова та викладацька діяльність залишила вагомий слід у розвитку української правничої науки та освіти.

## Біографія
Народився 23 грудня 1938 року у селі Макарівка, Кельменецького району Чернівецької області.

### Освіта
У 1964 році закінчив Харківський юридичний інститут, де отримав ґрунтовні знання та сформувався як правознавець.

### Професійна діяльність
• 1964—1966 рр. — розпочав кар’єру в прокуратурі, працюючи помічником прокурора району м. Києва, де здобув цінний досвід правозастосування.
• З 1966 року — перейшов до наукової діяльності, працюючи в Інституті держави і права АН УРСР, де спочатку обіймав посаду молодшого, а згодом старшого наукового співробітника. Його дослідження суттєво вплинули на розвиток кримінального права.
• З 1978 року — присвятив себе викладацькій діяльності, ставши старшим викладачем, доцентом, професором, а згодом завідувачем кафедри кримінального права та деканом факультету права Київського політехнічного інституту (нині Національний технічний університет України «Київський політехнічний інститут»).
Його педагогічний талант, відданість справі та вміння запалювати студентів любов’ю до права зробили його одним із найшанованіших викладачів. Під його керівництвом було підготовлено чимало висококваліфікованих юристів, які продовжили його справу.

### Науковий внесок
Напротязі багатьох років, Анатолій Павлович примав участь в роботі Товариства "Знання" України 
Анатолій Павлович досліджував проблеми механізму злочинної поведінки та впливу на формування її мотивації елементів підсвідомості. Серед його основних праць:
- «Попередження хуліганства неповнолітніх» (1972)
- «Мотивація протиправної поведінки неповнолітніх» (1982)
- «Профілактика правопорушень неповнолітніх» (1987, у співавторстві)
- «Неусвідомлене в механізмі антигромадської поведінки» (1999)
- «Зменшена осудність як прояв гуманізму в кримінальному праві» (1999)
- «Актуальні проблеми мотивації злочинної поведінки» (2002)
- «Особистість у сфері мотивації злочинної поведінки» (2002)
- «Глобалізація антигромадських проявів і внутрішній світ особистості» (2004)

Його внесок у розвиток юридичної науки та освіти в Україні є значним, а праці продовжують впливати на сучасні дослідження у сфері кримінального права.